# Oliveira do Douro (Cinfães)
Oliveira do Douro é uma povoação portuguesa sede da Freguesia de Oliveira do Douro do Município de Cinfães, freguesia com 14,13 km² de área e 1257 habitantes (censo de 2021), tendo, por isso, uma densidade populacional de 89 hab./km².
Mais antiga que a nacionalidade, Oliveira do Douro já existia no reinado de Ordonho II.
Até 24 de outubro de 1855 fez parte do extinto concelho de Ferreiros de Tendais.

## Demografia
A população registada nos censos foi:
| Distribuição da População por Grupos Etários | Distribuição da População por Grupos Etários | Distribuição da População por Grupos Etários | Distribuição da População por Grupos Etários | Distribuição da População por Grupos Etários |
| -------------------------------------------- | -------------------------------------------- | -------------------------------------------- | -------------------------------------------- | -------------------------------------------- |
| Ano                                          | 0-14 Anos                                    | 15-24 Anos                                   | 25-64 Anos                                   | > 65 Anos                                    |
| 2001                                         | 331                                          | 241                                          | 869                                          | 344                                          |
| 2011                                         | 213                                          | 199                                          | 767                                          | 350                                          |
| 2021                                         | 126                                          | 132                                          | 654                                          | 345                                          |

## Património
- Igreja Paroquial de Oliveira do Douro
- Capela de Nossa Senhora da Estrela, de Boassas
- Capela de Passô
- Capela da Montão
- Capela de Vila Nova
- Capela do Senhor dos Desamparados
- Capela de São Roque
- Casa da Calçada